# Giovanni Filippo Galvagno
Giovanni Filippo Galvagno (Torino, 22 agosto 1801 – Torino, 27 marzo 1874) è stato un avvocato e politico italiano, deputato, ministro dell'interno e della giustizia nel Governo d'Azeglio I, ministro dell'agricoltura e del commercio e ministro dei lavori pubblici per due legislature, senatore del Regno di Sardegna e sindaco di Torino.

## Biografia
Fu avvocato presso il Magistrato d'appello di Piemonte e avvocato patrimoniale del re.
Fu deputato al parlamento del Regno di Sardegna in cinque legislature, tra il 1848 e il 1857.  Nel 1849 venne nominato ministro dei lavori pubblici da Vittorio Emanuele II, e in seguito fu anche ministro dell'interno (dal 1849 al 1852), dell'agricoltura e della giustizia. Nel 1860 divenne senatore.
Consigliere comunale di Torino per più di vent'anni (dal 1848 alla morte), ne fu anche sindaco dal 1866 al 1869. Si trovò ad amministrare la città in un momento difficile: la capitale d'Italia stata trasferita a Firenze da poco, e c'era il timore di una grave crisi economica. Al momento della nomina, ricevette dal suo predecessore, il marchese Emanuele Luserna di Rorà, un mandato preciso: «Torino dovrà divenire la Manchester d'Italia», cioè la capitale dell'industrializzazione. Galvagno si impegnò a raggiungere questo obiettivo promuovendo la costruzione di canali per la produzione di energia, anche se dovette ripiegare per mancanza di fondi su un progetto meno ambizioso di quello immaginato da Luserna di Rorà, il canale della Ceronda.
Ricoprì anche il ruolo di presidente dell'Accademia Filarmonica di Torino.
Morì a Torino nel 1874 e fu sepolto nel Fedio dei decurioni torinesi.